# Tornado Tower
La Tornado Tower est un gratte-ciel de 200 mètres de haut situé à Doha (Qatar). Il a une surface au sol de 80 000 m2.
Appelée également tour QIPCO, la Tornado Tower est de forme hyperboloïde, destinée à représenter un tourbillon. Un éclairage externe peut être programmé pour former différentes combinaisons de couleurs et peut s'animer pour donner à la tour l'impression de tourbillonner comme une tornade.
La tour accueille dans ses 52 étages une grande majorité des bureaux de diverses sociétés, l'École des hautes études commerciales de Paris, délocalisée au Qatar, une banque, plusieurs restaurants, dont un restaurant au 28e étage avec salon et vue à 360° sur Doha et sa baie. Les trois derniers étages sont réservés aux bureaux de luxe. Le sommet possède une aire d'atterrissage pour hélicoptère.